# هاري فينتر
هاري فينتر (بالإنجليزية: H. E. Winter)‏ (7 ديسمبر 1857 - 17 يناير 1921) هو لاعب كريكت بريطاني (وحمل سابقاً جنسية المملكة المتحدة لبريطانيا العظمى وأيرلندا).